# 禮部韻略
《禮部韻略》和《集韻》都是宋仁宗景祐四年（1037年）由丁度等人奉命編寫的官方韻书。

## 歷史
据李燾《說文解字五音譜敘》记载，宋仁宗景祐四年（1037年），即《廣韻》頒行後29年，宋祁、鄭戩給仁宗帝上書批評《廣韻》多用舊文，“繁省失當，有誤科試”。另据王應麟《玉海》记载，賈昌朝也同时上書批評宋真宗景德年間編的《韻略》是“多無訓釋，疑混聲、重疊字，舉人誤用”。于是仁宗皇帝下令由丁度等人重修這兩部韻書。景祐四年完成了《禮部韻略》，两年后完成了《集韻》。
《集韻》是《廣韻》的修訂本，而《禮部韻略》是《韻略》的修訂本。由於《禮部韻略》在收字和字的注釋方面都是为科举應試考虑，較《廣韻》、《集韻》都簡略，所以稱為《韻略》。又由於它是當時科举考试用的官韻，而官韻從唐代開元以來就由主管考試的禮部頒行，所以叫《禮部韻略》。《禮部韻略》同《集韻》《廣韻》一样，仍為206韻，但只收9590字。這對後來的平水韻中韻部的併合，韻部數目的減少是很有影響的。

## 增修互注禮部韻略
南宋毛晃、毛居正增注，全書五卷。

## 延伸閱讀
- 水谷誠. . 白帝社. 2004. ISBN 4891746920.

## 參閲
- 洪武正韻
- 增修互註禮部韻略

## 外部連結
- . 中國哲學書電子化計劃.   [2018-02-05]. （原始内容存档于2018-05-10）. （四部叢刊續編本）
- . Internet Archive. （四庫全書本）